# Klášter Štěnovice

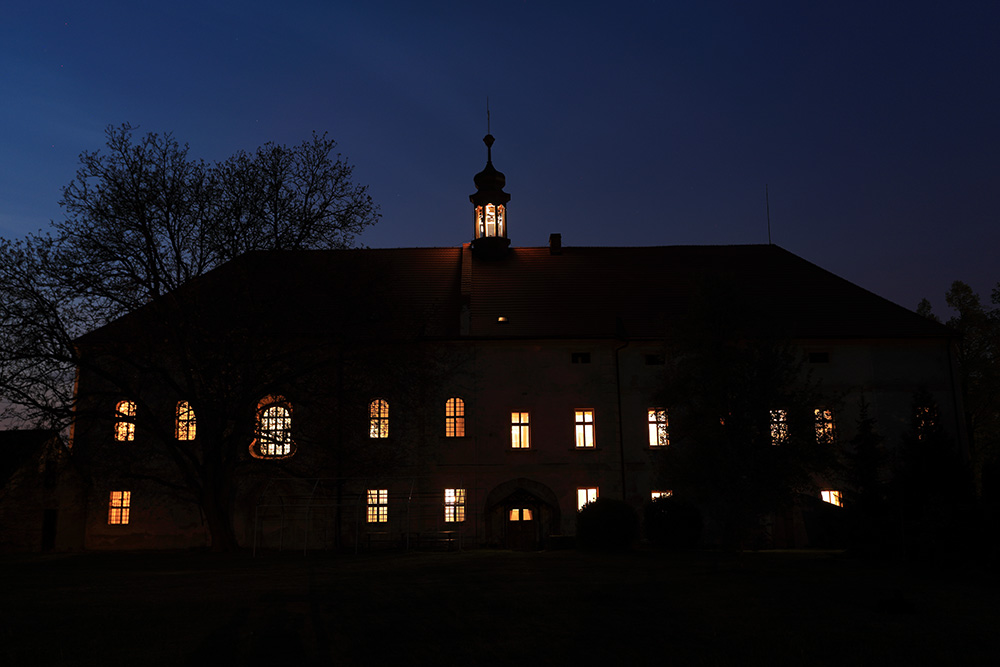
Noční nasvícení věžičky, od Noci kostelů 2019

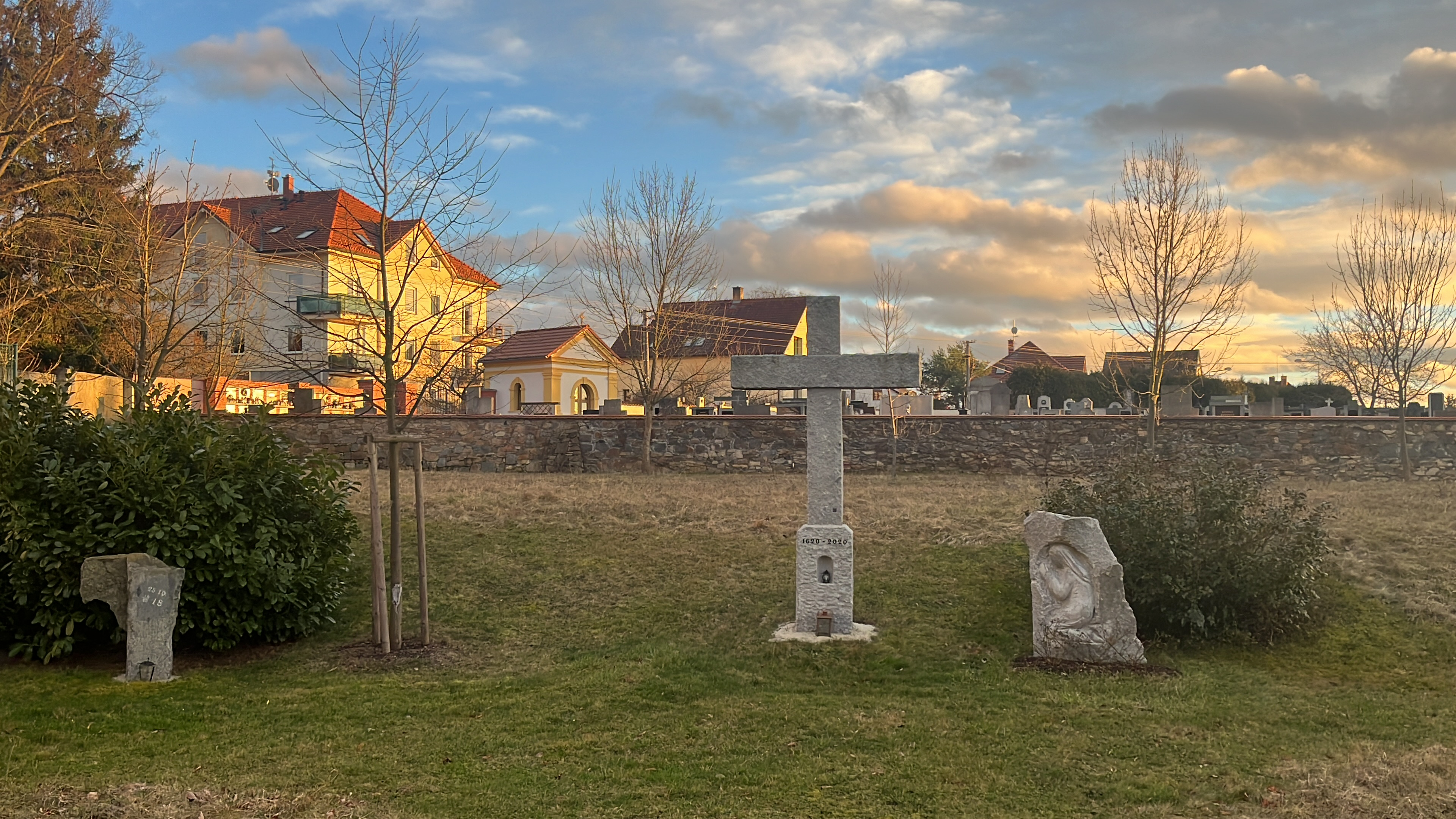
Žulový kříž 1620-2020 na památku nálezu Panny Marie Vítězné

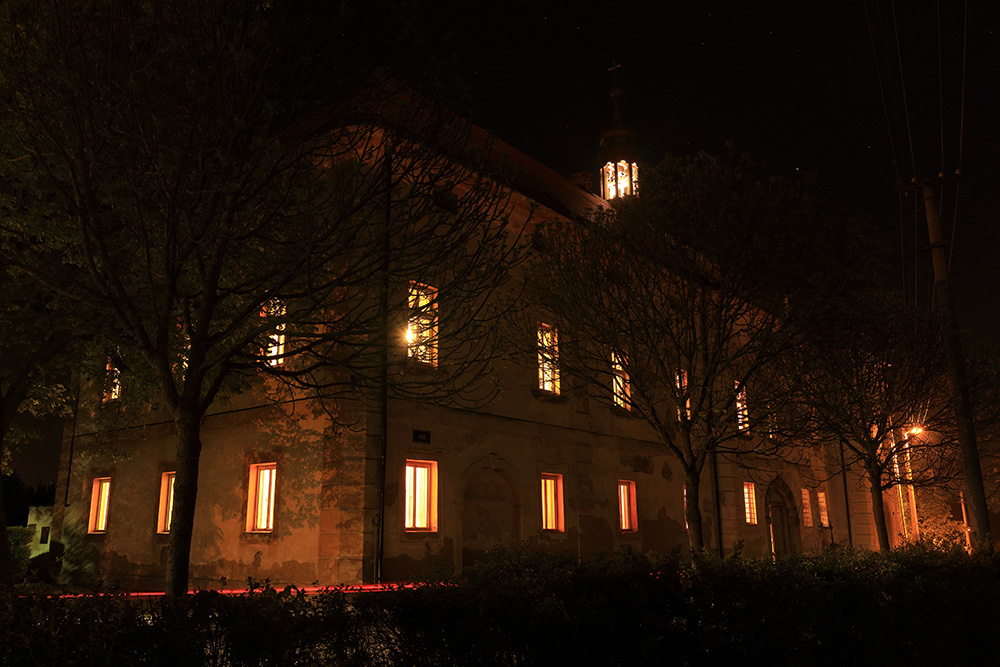
Noční pohled

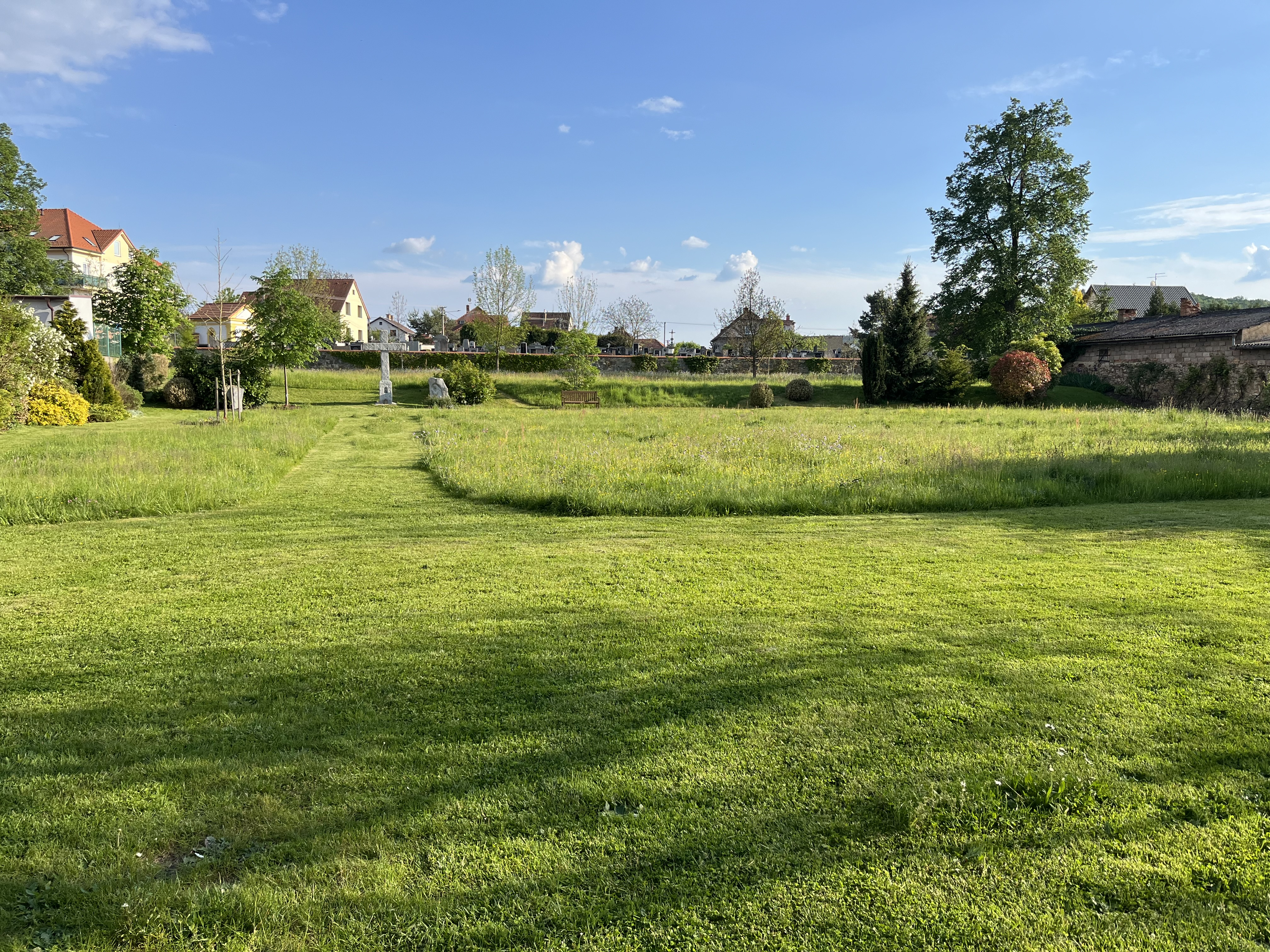
Farní zahrada na jaře 2024

Klášter Štěnovice založila v roce 1753 majitelka štěnovického panství hraběnka Marie Terezie von Pötting, rozená Michnová z Vacínova, při kostele sv. Prokopa, vzniklého v roce 1747 vestavbou v tvaru kříže do raně barokní sýpky. V klášteře krátce působil Řád trinitářů. Do Štěnovic byli pozváni tři kněží a jeden laický bratr ze španělské větve reformovaných trinitářů. Během josefinských reforem byl klášter v roce 1783 zrušen.
Podle nálezů keramických střepů z posledních let je historie domu spojena s předbělohorskou dobou.
Jde o jednokřídlou dvoupodlažní raně barokní budovu s průjezdem ve střední širší části a sanktusníkem uprostřed střechy. Východní část je obytná, západní část zabírá kostel. Roku 1811 při opravě střechy snesena věžička s hodinami. Přesný popis renesančního sídla Arnošta Bernklaua ze Schönreuthu, plzeňského krajského hetmana, postaveno někdy mezi roky 1555 a 1564, se nedochoval a lokalizace dosud nebyla objasněna, mj. se předpokládá v okolí staré panské sýpky.Nepřímo na budovu odkazuje placení daní ze 3 komínů rok 1603 za Adama Henigara. Umístění patrové budovy se shoduje s popisem místa nálezu obrázku Panny Marie Vítězné bosým karmelitánem v roce 1620, kdy se v popisu nálezu obrázku píše "Zámeček ve Štěnovicích se nachází mezi kopci na břehu malého rybníka, při jehož jedné straně
jsou domky poddaných a uprostřed velký dvůr"... líčil kaplan bavorského vévody Dominik à Jesu Maria svůj pobyt 11. října 1620 ve Štěnovicích.
Dům je zapsán na seznamu kulturních nemovitých památek .

## Další trinitářské kláštery
Po klášteře u kostela Nejsvětější Trojice v Praze se jednalo o jediný trinitářský klášter v Čechách. Další dva kláštery pak měl tento řád na Moravě (Zašová a Holešov).

## Historie objektu po zrušení kláštera
Po zrušení řádu Josefem II. byl objekt od roku 1784 využit jako fara s kostelem nově zřízené štěnovické farnosti. Poslední kněz, který ve Štěnovicích na faře bydlel, byl Václav Růžička do roku 1950. V domě byly také provizorní byty a sklad. Poslední provizorní byt existoval až do roku 2008. 0d 1. ledna 2005 farnost zrušena a připojena k Starému Plzenci. Od 1. září 2007 území bývalé farnosti přefařeno k farnosti Plzeň-Bory.
V letech 1788–1896 v domě sídlila škola. Škola pro české děti provizorně umístěna v budově i po druhé světové válce, poslední školáci odešli až na začátku 70. let. Od roku 2008 je romantický dům a obnovená rozlehlá farní zahrada nejen místem sakrálním, ale i místem koncertů, výstav ZUŠ J.S. Bacha, a od roku 2009 jedním z míst festivalu staré hudby Haydnovy hudební slavnosti.
Filiální farní dům je místem setkávání a pastorace.
28. října 2018 ve farní zahradě odhalen památný kámen a zasazena lípa.
V roce 2018 se kostel sv. Prokopa zapojil do Noci kostelů. U příležitosti Noci kostelů 2019 byl rozsvícen sanktusník. V roce 2020 byl v zahradě odhalen žulový kříž u příležitosti 400. výročí nálezu Panny Marie Vítězné ve Štěnovicích, žulový reliéf Panna Marie Vítězná (sochař Lukáš Řezníček) byl instalován 16.9.2021.